# Wolfsschlucht II

Emplacement des différents Führerhauptquartiere en Europe.

La Wolfsschlucht II (le « Ravin du Loup » ou bien la « Gorge du Loup » ou encore le « Précipice du Loup ») ou W2 est un ensemble de bunkers allemands de la Seconde Guerre mondiale situé entre Margival et Laffaux dans l'Aisne, à une dizaine de kilomètres au nord-est de Soissons. C'est l'un des vingt quartiers généraux du Führer (Führerhauptquartiere ou FHQ), qu'Adolf Hitler a fait construire à travers l'Allemagne et l'Europe occupée.
Après guerre, le site, qui n’avait pas fait l'objet de destructions, a été utilisé par l'Armée française et l'Otan en tant que centre de commandement. Il a ensuite été utilisé pour l’entraînement commando des troupes françaises. 
Abandonné dans les années 1990, il a été classé en 2014 à l'inventaire des monuments historiques ; il peut par ailleurs faire l'objet de visites guidées, organisées par des associations locales qui participent aussi à sa restauration.

## Historique

### Construction et utilisation pendant la Seconde Guerre mondiale
Sa planification date de 1940 et il doit être utilisé pour abriter le quartier général allemand destiné à coordonner l'invasion programmée de la Grande-Bretagne mais sa construction effective, menée par l'Organisation Todt, ne commence vraiment qu'en 1942. Ses bâtiments principaux se situent dans une faille profonde où passe la voie ferrée Soissons-Laon, à proximité immédiate d'un tunnel de six cents mètres (afin de pouvoir éventuellement abriter le Führersonderzug, le train spécial du Führer). Il est initialement composé d'une trentaine de vastes bunkers mais également de chalets d'agrément en bois : il est entouré, au plus près, par une première ceinture de protection composée de bunkers, casemates, et cloches d'acier abritant canons anti-chars, DCA et mitrailleuses, et d'une seconde ceinture, plus éloignée, aux défenses plus dispersées et située à plusieurs kilomètres, ces deux lignes de défense étant chargées de prévenir une attaque terrestre ou aérienne. Les nombreuses carrières souterraines de craie de la région sont également utilisées, surtout pour y stocker des munitions.
Le choix du site, non loin de lieux où Hitler avait combattu pendant la Première Guerre mondiale, semble avoir été déterminé par la présence d'un tunnel permettant d’accueillir son train de commandement Amerika, le tunnel est équipé de portes blindées en avril 1944. Mais aussi en raison de son égale distance entre le Havre et Dunkerque, le gros de sa construction ne commençant vraiment qu'en septembre 1942 après le raid canadien sur Dieppe. Le chantier mobilise plus de 12 000 personnes, principalement des travailleurs réquisitionnés sur une période de dix-huit mois.
Le nom du site reprend le « thème du loup » cher à Hitler. Quelques-uns de ses quartiers généraux ont ainsi été nommés : la Wolfsschanze (« la Tanière du Loup », à Rastenburg en Prusse-Orientale) ou le Werwolf (« le Loup-Garou », dans l'Ouest de l'Ukraine). Il existe également une Wolfsschlucht I située en Belgique au Brûly-de-Pesche près de Couvin, à moins de 100 km au nord-est de Margival d'où Hitler a supervisé une partie de la bataille de France en juin 1940 et une Wolfsschlucht III resté inachevé et bâti autour du tunnel ferroviaire de Saint-Rimay, dans le Loir-et-Cher, à proximité de la gare de Montoire-sur-le-Loir, ville où s'est tenue l’entrevue entre Pétain et Hitler d’octobre 1940.
Dès mars 1942, le terrain devient zone militaire allemande et les habitants de Margival et de Neuville-sur-Margival sont évacués ; la population des villages environnants l'est le mois suivant.
Une dizaine de jours après le débarquement allié, le 17 juin 1944, Hitler, accompagné de Jodl et de son État-Major, se rend pour la première fois à la Wolfsschlucht II dans le but de faire un point avec les maréchaux von Rundstedt et Rommel sur l'évolution du front de Normandie. Rommel le persuade presque de se rendre les jours suivants dans son quartier général du château de La Roche-Guyon, à environ 150 km à l'ouest de Margival, espérant mieux lui faire apprécier la situation sur le front. Mais, le 17 juin à 4 h 30 du matin, une bombe volante V1 ayant dévié de sa trajectoire explose à proximité de la Wolfsschlucht II sur les terres de la ferme de Saint-Guislain près du village d’Allemant à trois kilomètres à l'est du Führerbunker. Dans l’après-midi, des escadrilles de bombardiers alliés survolent la région et bombardent la gare de Laon, à environ vingt kilomètres au nord-est. Ces événements convainquent Hitler de quitter la W2 à 20 h. C'est aussi le 17 juin que Hitler convoque le général Heinneman et le colonel Walter du 65 CA de la Luftwaffe à la W2 pour les féliciter de l'offensive par arme V1 sur Londres. Les décisions prises à la conférence de Margival n'apportent aucune amélioration à la situation de la Wehrmacht lors de la bataille de Normandie.
Succédant brièvement au Generalfeldmarschall Günther von Kluge, le maréchal Model occupe la Wolfsschlucht II du 19 au 28 août, lors de sa prise de commandement du front de l'Ouest, mais il doit l'évacuer assez vite face à l'avancée alliée. Soissons est libérée le 29 août. Apprenant que Choltitz n'a pas obéi à son ordre de brûler Paris, Hitler demande, le 26 août, que tous les V1 et V2 soient lancés sur Paris. Mais c'est le général Speidel, l'un des conspirateurs encore en liberté de l'attentat du 20 juillet 1944 contre Hitler, qui réceptionne l'ordre à la Wolfsschlucht II, et ne le transmet pas au maréchal Model absent ce jour-là.

### De 1944 à 1993
Après guerre, le site sert de camp pour l'Armée française puis abrite un centre de commandement de l'Otan (NATO2) de 1952 à 1966, avant d'être utilisé à nouveau par l'Armée de terre française (de 1968 à 1988) pour l'entraînement commando (CEC no 6). En 1993, dans le cadre du plan Armées 2000, l'Armée française abandonne le camp : la propriété du site est restituée aux trois communes en 2009 après que tous les projets de vente ont échoué car le site livré au pillage est en ruines.

### Depuis 1993
En 2007, une association de Laffaux, ASW2 (pour « Association de sauvegarde de la W2 »), est créée pour valoriser l'histoire du site et elle y organise des visites guidées. 
Depuis 2007, l'association « Aisne club 44 » (crée en mars 2003) participe également à la sauvegarde du site après la réouverture des routes à l'aide d'engins de travaux publics et la création de parkings. Elle organise sur demande la visite de plusieurs bâtiments dont elle est propriétaire depuis 2015.
Depuis le 5 février 2014, les blockhaus sont inscrits au titre des monuments historiques. L'une des trois communes où se trouve l'emprise de la « W2 », Neuville-sur-Margival, s'est dessaisie de plusieurs parcelles en les rétrocédant à des particuliers et à l'une des associations qui valorisent l'ancien camp.